# 沢渡の榧の木
沢渡の榧の木（さわたりのかやのき）は宮城県黒川郡大和町沢渡にある榧の木。

## 概要

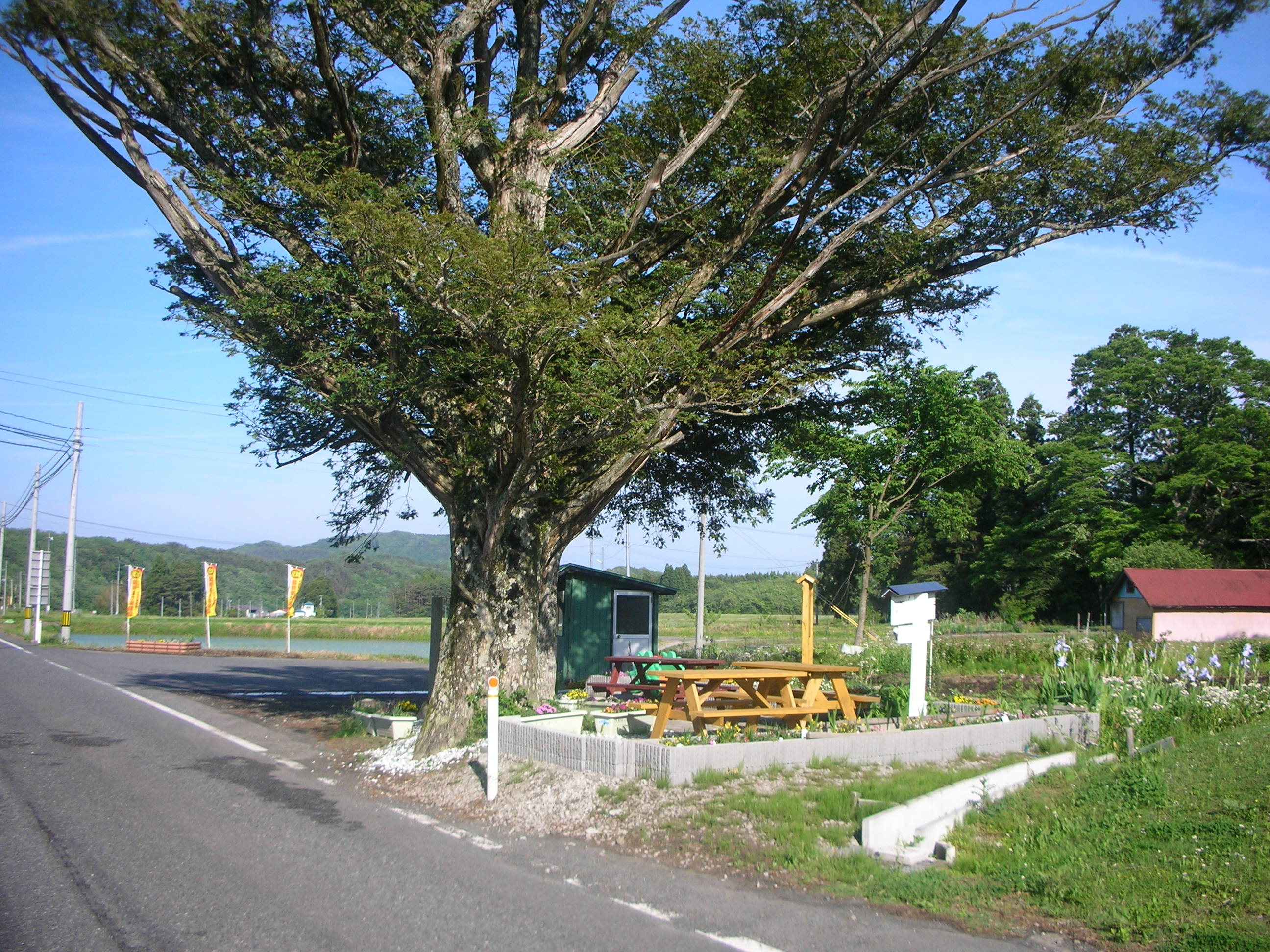
沢渡の榧の木（大和町まほろば百選）

宮城県道147号線、升沢吉岡線沿いの沢渡地区は、江戸時代に吉岡と山形を結ぶ間道があったところで、距離の測定に使うため、伊達藩時代に榧の木を植えたところ、次第にここを通る旅人たちの憩いの場となったという。1996年（平成8年）8月8日に大和町の「まほろば百選」に指定された当時の推定樹齢は400年、根元の周囲は4.7mであった。榧の木は銀杏と同様、雄の木と雌の木（雌雄異株）があるが、この木は雌の木なので実がなる。現在では地区の人々の憩いの場として、道路脇の木陰にベンチが設置され、木の周りのスペースは季節の花々で飾られて、子供用の遊具も据えられている。また、船形山への主要な通過点であることから、スペースの一角には登山時の入山届けポストが設置された小屋があり、登山者は入山届出書を提出し、半券の下山届出書を該当する地点でポストに入れるようになっている。近年では交通量の少ない高低差のある緩やかなカーブの続く舗装道路（147号線）目当てで来る2輪ライダーの立ち寄りも目立つようになった。榧の木の日本での北限は福島県辺りといわれており、その意味で非常に珍しい木となっている。

## 所在地

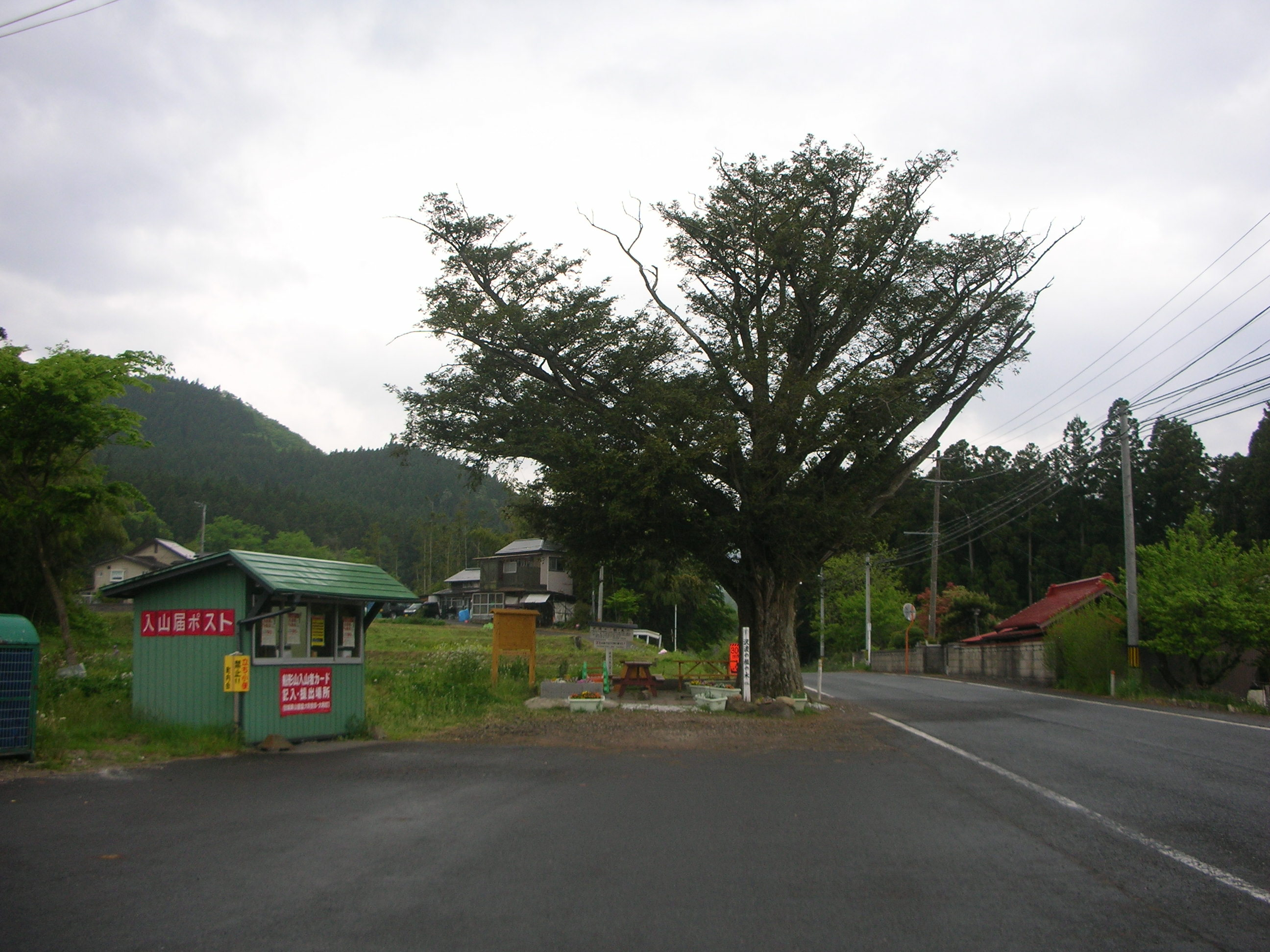
沢渡の榧の木と船形山入山届ポスト

- 〒981-3625 宮城県黒川郡大和町吉田沢渡地内

## アクセス
- 東北自動車道大和ICから車で25分